# كارلا غوميز (لاعبة كرة قدم)
كارلا غوميز توريس (من مواليد 28 فبراير 1994) هي لاعبة كرة قدم إسبانية محترفة تلعب حاليًا كلاعبة وسط لفريق Ultimate Móstoles في كوينز ليغ.

## المسيرة الكروية
تطورت كارلا غوميز في فرق الشباب لنادي إسبانيول ونادي برشلونة. بين عامي 2012 و2015، لعبت لنادي سي إي سانت غابرييل حيث شاركت في الدوري الإسباني الممتاز للسيدات وسجلت 14 هدفًا خلال موسم 2014-15، حيث أنهت الموسم بين أفضل سبع هدافات. في صيف 2015، وقّعت مع فريق جزر الكناري يو دي غراناديّا تينيريفي. لكنها بقيت هناك لموسم واحد فقط، وفي العام التالي انضمت إلى سرقسطة. بين 2017 و2020، لعبت لنادي سانتا تيريزا، وفي يونيو 2018، قامت بتمديد عقدها مع النادي لمواسم إضافية. في موسم 2020-21، لعبت مع ريال أونيون دي تينيريفي، وأعلن النادي في 4 يونيو 2021 عن رحيلها. خلال العامين التاليين، لعبت مع ريال أوفييدو وراسينغ سانتاندير.
في سبتمبر 2023، أعلن الرياض عن توقيعها لموسم واحد. في 4 نوفمبر 2023، ظهرت لأول مرة مع الفريق كبديلة في الدقيقة 65 خلال خسارة 0-4 أمام الهلال.